# 亞歷山大帶

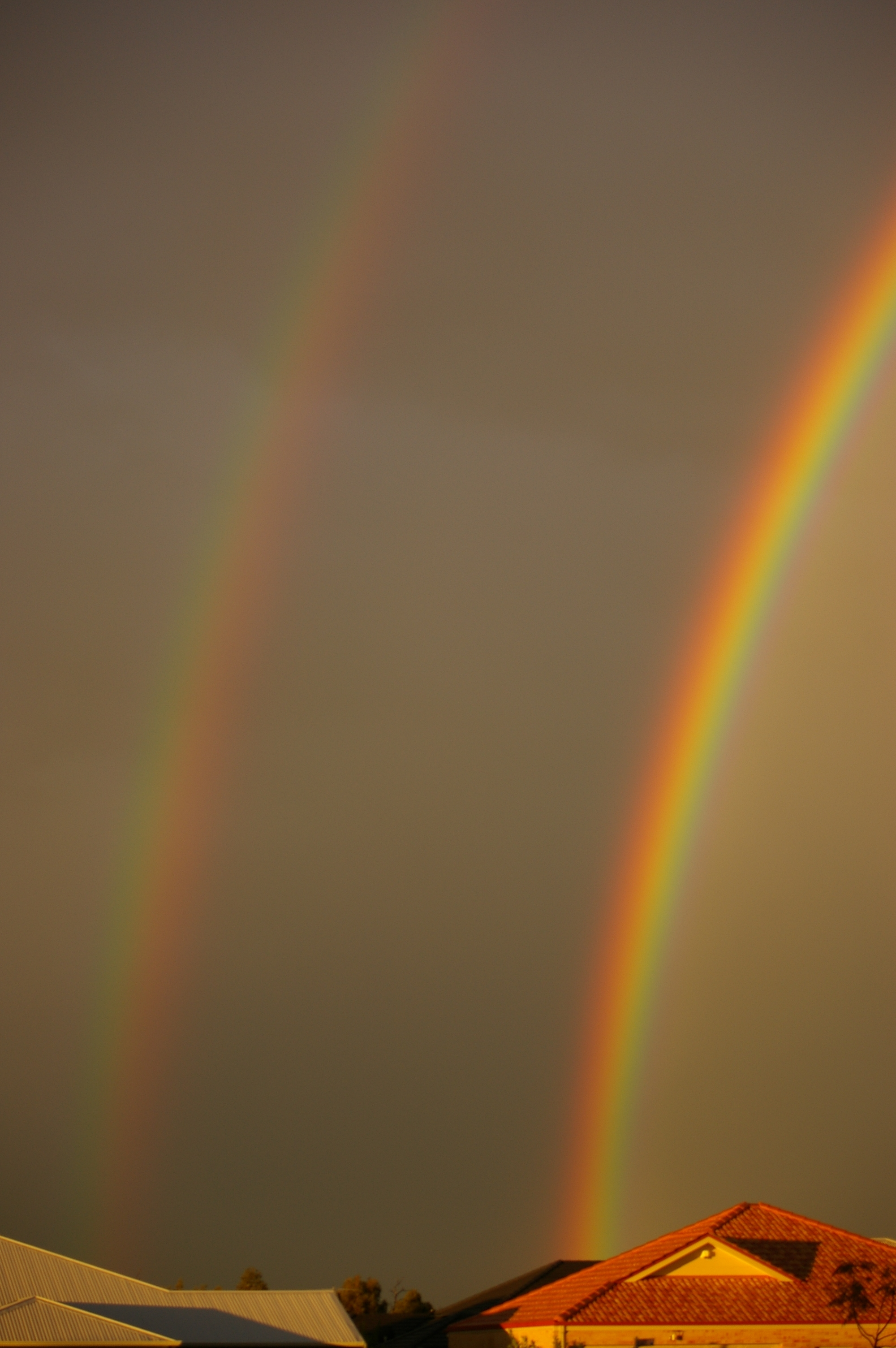
在虹與霓中間的亞歷山大帶。

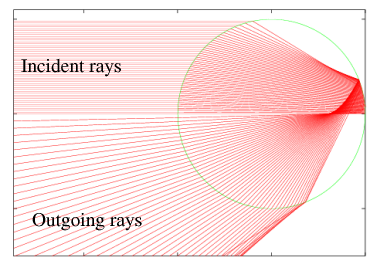
虹的光路圖。

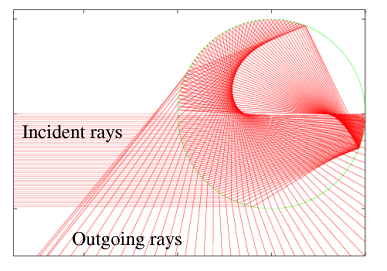
霓的光路圖。

亞歷山大帶或亞歷山大暗帶是與彩虹結合在一起的光學現象，因為阿佛洛狄西亚的亚历山大在西元200年最先描述，因而以他為名。由於角度上的偏折，它出現在虹與霓中間的空隙。這兩道弧是因為光學上的最小偏向角才會存在的。偏離度比最小偏向角小的光線永遠不會抵達觀測者的眼中。
虹的最小偏向角是137.5°，光線的偏離可以達到180°，導致光線反射至觀測者。偏離了中間角度的光線照亮了彩虹的內側。
霓的最小偏向角大約是230°。事實上，這個角度大於180°，造成霓的內外與虹相反。因此它的顏色是反轉的，偏離角度較大的光線照亮了外弧的天空。
在這兩道弧的中間是天空未被照亮的亞歷山大帶。儘管它可能有助於其他地區的觀測者看見彩虹，被雨滴反射的陽光反應在天空中這一區域的光線不能到達觀測者的眼中。

## 外部連結
- . Atmospheric Optics.   [2010-03-27]. （原始内容存档于2021-02-01）. 外部链接存在于|work= (帮助) Website dedicated to atmospheric optics.